# Лайтинен, Юусо
Юусо Тапани Лайтинен (фин. Juuso Tapani Laitinen; 9 января 1990, Котка) — финский футболист, защитник.

## Биография
Воспитанник клубов «Пели-Кархут» (Котка) и «МюПа» (Мюллюкоски). С середины 2000-х годов выступал в низших лигах Финляндии за «Пели-Кархут», «КооТееПее-2», «Миккелин Паллоильят»[уточнить]. В 2009—2014 годах играл за команды из Котки — «КооТееПее» и «КТП» во втором и третьем дивизионах Финляндии. В 2014 году играл во втором дивизионе за «Джаз» (Пори).
В 2015 году перешёл в таллинскую «Левадию». Дебютный матч за клуб сыграл 3 марта 2015 года в Суперкубке Эстонии против «Сантоса» (5:0), а в чемпионате страны дебютировал через три дня — 6 марта в игре против «Инфонета». По итогам сезона помимо Суперкубка завоевал также серебряные медали чемпионата Эстонии. Всего сыграл 29 матчей и забил один гол в высшей лиге, также провёл 2 матча в Лиге чемпионов.
В первой половине 2016 года не выступал на высоком уровне, затем вернулся в клуб «КТП», игравший во втором дивизионе. В 2017 году провёл свой единственный сезон в высшем дивизионе Финляндии, сыграв 30 матчей за «Кеми Кингз», его клуб занял 10-е место среди 12 участников. Первую половину 2018 года игрок провёл в третьем дивизионе Швеции в клубе «Тим Торен» из Умео, затем снова выступал за «КТП» и «МюПа» во втором дивизионе Финляндии, в 2020 году был капитаном «МюПа». За карьеру провёл более 150 матчей во втором дивизионе. В 2021 году вернулся в свой первый клуб «Пели-Кархут», играющий в третьем дивизионе, также стал работать с детскими командами клуба.

## Достижения
- Серебряный призёр чемпионата Эстонии: 2015
- Обладатель Суперкубка Эстонии: 2015